# Allan Ottey
Allan Ottey, né le 18 décembre 1992 en Jamaïque, est un joueur de football international jamaïcain qui évolue au poste d'attaquant.

## Biographie

### Carrière en sélection
Avec l'équipe de Jamaïque, il figure dans le groupe des sélectionnés lors de la Gold Cup de 2015. Son équipe atteint la finale de la compétition, en étant battue par le Mexique, mais lui ne dispute pas de match.
Il participe également à la Copa América de 2015, sans disputer de matchs.

## Palmarès
Jamaïque
- Gold Cup (0) :
  - Finaliste : 2015.

 Montego Bay United
- Championnat de Jamaïque (1) :
  - Champion : 2013-14.
  - Vice-champion : 2014-15.